# Kevilkivashalah
Kevilkivashalah, naziv za jednu skupinu salishan Indijanaca na otoku Vancouver u Britanskoj Kolumbiji, Kanada. Kada su posljednji puta bili popisivani 1882. broj im je iznosio 31.
U Can. Ind. Aff. (1882) popisani su pod imenom Kevil-kiva-sha-lah.